# Espluga de la llau de la Creueta
L'Espluga de la llau de la Creueta és un cavitat natural del terme d'Abella de la Conca, al Pallars Jussà, inclòs a l'Inventari del Patrimoni Arqueològic i Paleontològic de Catalunya.
Està situada a la vall de Carreu, al nord-est de l'Espluga de Moreu, al vessant de ponent del Pui Roi.
Al costat de ponent d'aquesta espluga, en part aprofitant la cavitat de la roca, es va reconèixer un abric d'època prehistòrica.

## Etimologia
Joan Coromines explica el topònim Esplugues a partir del mot comú llatí speluncas (coves o baumes). La segona part del topònim, de la llau de la Creueta, denota la relació de proximitat amb la Llau de la Creueta.